# Fe'i

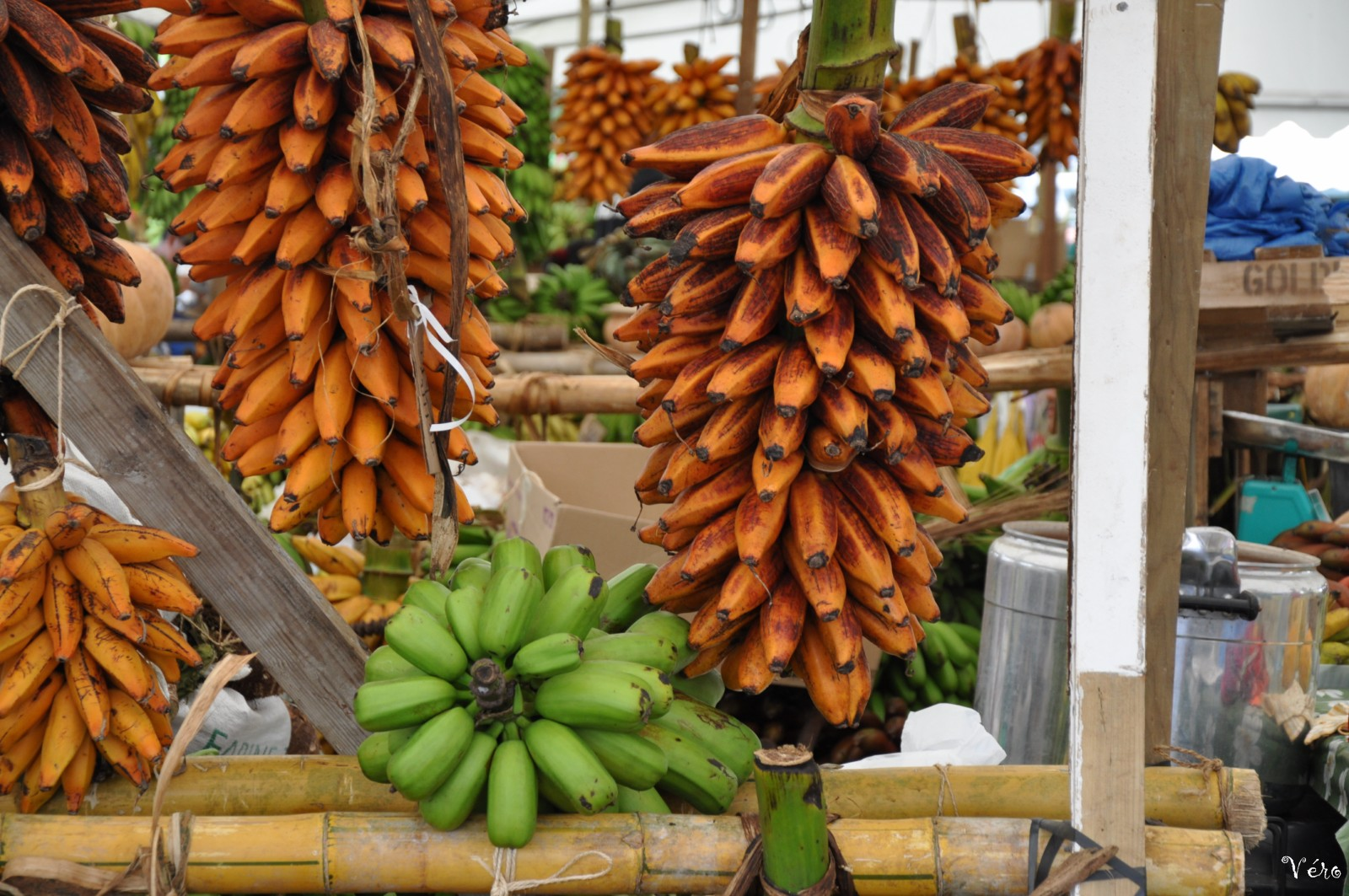
Régimes de fe'i de Tahiti

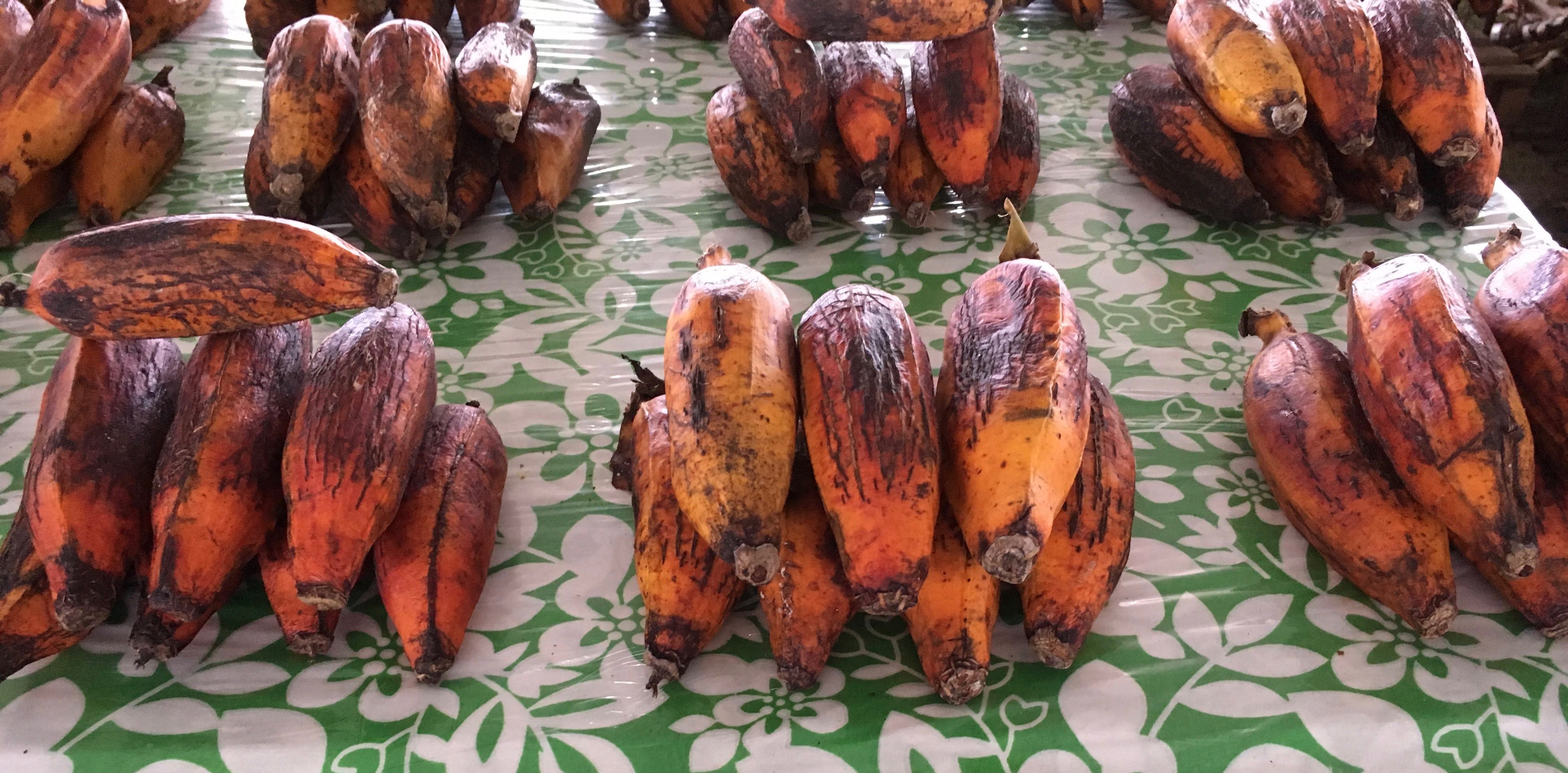
Tas de Fe'i

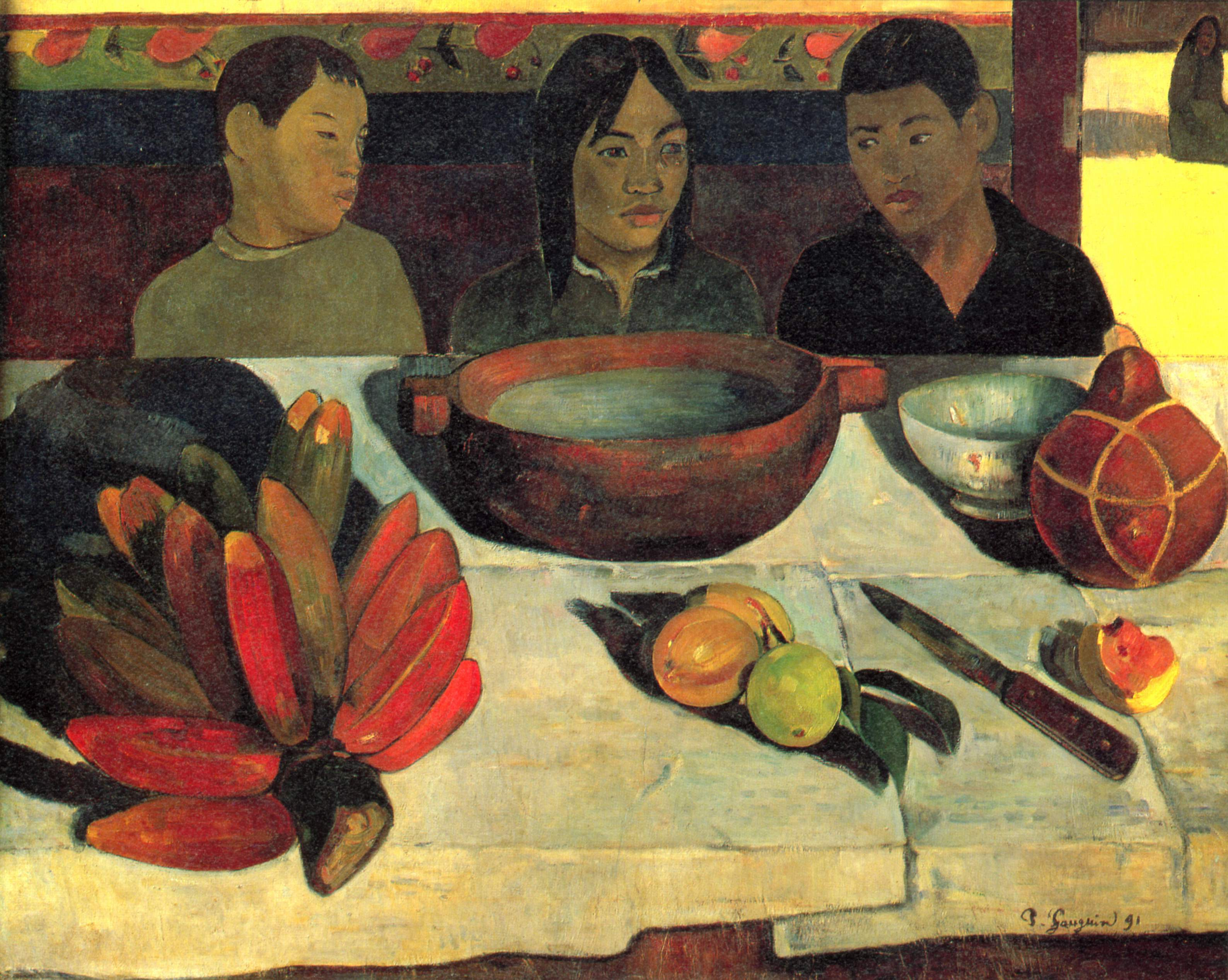
Le repas, avec bananes fe'i.
Paul Gauguin, 1891, Tahiti

Le fe'i (du tahitien fē'i) est une plante appartenant au genre Musa, parfois nommée banane plantain de montagne, et donc parente des bananes dessert et des bananes plantain. Cultivée dans les îles du Pacifique Sud, des Moluques à la Polynésie française, elle produit une banane à cuire de couleur allant du jaune à l'orange-rouge. Le régime se dresse dans le prolongement du tronc, au lieu de pendre comme les bananes.
La sève violacée de la plante permet de teinter les étoffes de façon indélébile.

## Origine
Issu peut-être des types sauvages M.maclayi, lolodensis, peekelii ou hybrides multiples de ceux-ci ou encore d'autres Australimusa.
Leur appellation binomiale est controversée : M. fehi Bertero ex Vieill. ou M. troglodytarum L.

## Alimentation
Les fruits sont souvent à peau très fine, parfois avec des graines. Ils contiennent encore moins de sucre que les banane plantain.
Les fe'i sont généralement mangées cuites à l'eau ou au four sans être épluchées. Une fois la cuisson terminée, on l'épluche et la déguste de préférence chaude avec du lait de coco.
Elles sont riches en ß-carotène. Certaines variétés peuvent contenir plus de 500 µg/100 g soit plus de 25 fois les teneurs des bananes desserts.
Certaines variétés peuvent être mangées crues, par exemple 'Karat' et 'Uht En Yap' sont fréquemment consommées ainsi surtout la première qui est couramment utilisée pour le sevrage. Elle subit pour cela un traitement particulier : sa peau épaisse permet de la triturer sans l'ouvrir pour en transformer la pulpe en une bouillie épaisse qui est ensuite aspirée par un trou. Cette variété a aussi une importance culturelle par son usage dans des cérémonies.

## Culture
La plupart des variétés sont en voie de disparition, car leurs cultures sont plus difficiles que les bananiers plus communs.
Ils sont plutôt résistants aux maladies des bananiers.

## Variétés
- 'Aata'
- 'Daak'
- 'Soaqa'
- 'Tongkat Langit'
- 'Taiwang'
- 'Utafun'
- 'Uht En Yap' - chair du fruit orange foncé
- 'Utin Iap'
- type 'Karat'
  - 'Karat Pwehu' - fruits d’un poids de 200 g
  - 'Karat Pako' - fruits d'un poids de 400 g